# Catena Suretta-Stella-Duan
La Catena Suretta-Stella-Duan (Suretta-Stella-Duan-Kette in tedesco) è un massiccio montuoso delle Alpi del Platta. Si trova in Italia (Lombardia) e Svizzera (Canton Grigioni).
Prende il nome dalle tre montagne più significative: il Pizzo Suretta, il Pizzo Stella ed il Piz Duan.

## Collocazione
Secondo le definizioni della SOIUSA la Catena Suretta-Stella-Duan ha i seguenti limiti geografici: Passo dello Spluga, fiume Reno Posteriore, Val Ferrera, valle di Avers, Forcellina, Passo del Settimo, Val Bregaglia, Chiavenna, torrente Liro, Passo dello Spluga.
Essa raccoglie la parte sud-occidentale delle Alpi del Platta.

## Classificazione
La SOIUSA definisce la Catena Suretta-Stella-Duan come un supergruppo alpino e vi attribuisce la seguente classificazione:
- Grande parte = Alpi Orientali
- Grande settore = Alpi Centro-orientali
- Sezione = Alpi Retiche occidentali
- Sottosezione = Alpi del Platta
- Supergruppo = Catena Suretta-Stella-Duan
- Codice =  II/A-15.I-A

## Suddivisione
La Catena Suretta-Stella-Duan viene suddivisa in tre gruppi e sette sottogruppi:
- Gruppo Suretta-Emet (1)
  - Gruppo del Suretta (1.a)
  - Gruppo dell'Emet (1.b)
- Gruppo Stella-Galleggione (2)
  - Gruppo dello Stella (2.a)
  - Gruppo del Galleggione (2.b)
- Gruppo Duan-Gletscherhorn (3)
  - Gruppo del Märc (3.a)
  - Gruppo del Duan (3.b)
  - Gruppo del Gletscherhorn (3.c)

## Montagne

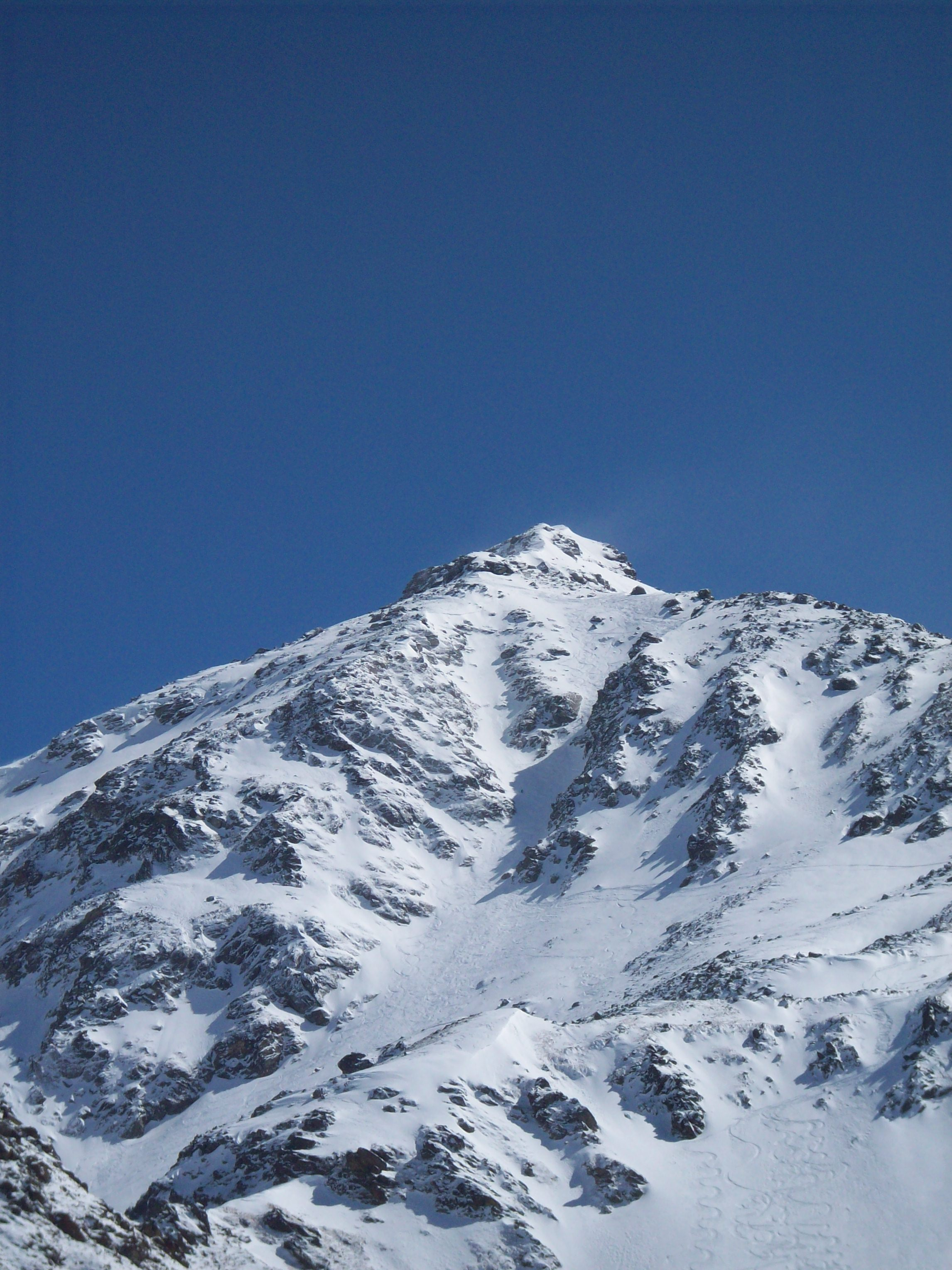
Il Pizzo Groppera.

Le montagne principali appartenenti alla Catena Suretta-Stella-Duan sono:
- Piz Timun - 3.209 m
- Piz della Palù - 3.179 m
- Pizzo Stella - 3.163 m
- Piz Duan - 3.131 m
- Pizzo Galleggione - 3.107 m
- Gletscherhorn - 3.107 m
- Cima di Lago - 3.083 m
- Piz Piot - 3.053 m
- Piz Bles - 3.045 m
- Pizzo Suretta - 3.027 m
- Cime Cadenti - 3.021 e 2.984 m
- Tscheischhorn - 3.019 m
- Punta Rossa - 3.015 m
- Wissberg - 2.980 m
- Punta Adami - 2.968 m
- Piz Muttala - 2.961 m
- Bödagrat - 2.952 m
- Pizzo Groppera - 2.948 m
- Piz dal Märc - 2.948 m
- Pizzo Crotto - 2.895 m
- Äussere Schwarzhörner - 2.891 m
- Monte Caurga - 2.865 m
- Schwarzseehorn - 2.862 m
- Cimalmotta - 2.835 m
- Pizzo Peloso - 2.780 m
- Rothörnli - 2.754 m
- Cima dei Rossi - 2.726 m
- Piz Spadolazzo - 2.722 m
- Punta Levis - 2.690 m
- Mittaghorn - 2.561 m